# Suctobelbella bifoveolata
Suctobelbella bifoveolata är en kvalsterart som först beskrevs av Hammer 1958.  Suctobelbella bifoveolata ingår i släktet Suctobelbella och familjen Suctobelbidae. Inga underarter finns listade i Catalogue of Life.